# 松谷怜香
松谷 怜香（まつたにれいか、1980年5月20日 - ）は、大阪府出身の女性モデル・タレント。身長155 cm。血液型はAB型。

## 人物
- 関西を中心にテレビ・雑誌などのキャンギャル・モデルとして活動後、自身が出演していた番組関係者と結婚。2010年9月9日に女児出産。
- 元々出演していたパチンコ番組『パチンコファイトTV』で、編集長の天神橋五郎に引き抜かれ、「パチンコファイト」のイメージガール“関西パチンコファイトガールズ”代表を務める(2009年)。
- 2012年1月、自らが代表を務めるコンパニオン事務所「Victoria」を設立。同年、「月刊P-style」イメージガール“関西スタイルヴィーナス”代表を務める。
- 2014年9月11日、第二子 女児出産。同年離婚。

## 出演

### テレビ
- KTV「フジヤマ☆スタア」有酸素ガールズ(レギュラー)
- KTV「たかじん胸いっぱい」アシスタント(レギュラー)
- KTV「チュートリアルのチューして!」コーナーモデル
- ABC「ビーバップ!ハイヒール」コーナーモデル
- サンTV｢スピードワゴンの今夜も美ナイト｣Z-GALS(レギュラー)
- サンTV｢バスで恋して」バス恋女神(レギュラー)
- サンTV｢パチンコファイトTV」パチンコファイトガールズ(レギュラー)
- サンTV｢カツ玉どん」グラビア・イメージガール
- TVO「爆感!グラビア帝国」日本グラビア同盟
- MBS「たかじんONE MAN｣コーナーモデル
- MBS｢よゐこのワケアリ」コーナーモデル

### 雑誌
- ファッション誌｢カジカジ｣｢スパイマスター｣
- パチンコ情報誌｢パチンコファイト｣｢PACHI+｣｢月刊P-style｣
- タウン情報誌｢関西１週間｣｢関西ウォーカー｣｢神戸ウォーカー｣
- 車雑誌｢CARトップ｣｢スタイルワゴン｣｢K-STYLE｣｢カスタムカー｣
- 求人情報誌｢TOWN WORK｣｢an｣
- ｢ギャルズ･パラダイス」

### 広告
- オートバックス
- 日本ハム
- サンシャインワーフ神戸
- ファッションサイトモデル